# Francuska Flandrija
Francuska Flandrija (francuski: La Flandre française, nizozemski: Frans-Vlaanderen) dio je bivše grofovije Flandrije koji se danas nalazi u Francuskoj i koji čini sjevernu polovicu departmana Nord u regiji Nord-Pas de Calais. Ovaj teritorij Francuska je pripojila od Flandrije u 17. stoljeću.
Povijesno i kulturno francuska Flandrija može se podijeliti na dva dijela. Sjeverna polovica teritorija se naziva Primorska Flandrija ili francuski Westhoek, te se u ovom dijelu povijesno govori flamanskim jezikom. Južni dio teritorija služio se ili se još uvijek služi pikardijskim dijalektom, te se naziva Romanska Flandrija ili Valonska Flandrija.